# Лаонгарм
Лаонгарм — один з районів (лаос. ເມືອງ муанг) провінції Сараван, Лаос.